# Carl Gustaf M/96
Das Carl Gustaf M/96 war ein Gewehr der schwedischen Streitkräfte.

## Geschichte
Als gegen Ende des 19. Jahrhunderts weltweit rauchlose Patronen eingeführt wurden, forderte auch das schwedische Militär ein modernes Repetiergewehr für solche leistungsstarke Munition. Bis dahin gehörten Gewehre des Typs Jarmann M 1884 mit Schwarzpulver-Munition zur Ausrüstung. Schweden und Norwegen, zu jener Zeit in einer Union verbündet, einigten sich 1893 mit der 6,5 × 55 mm auf eine gemeinsame Standardpatrone. Schweden bestellte einige Exemplare in diesem Kaliber von Mauser und entschied sich nach erfolgreicher Erprobung für einen Lizenzvertrag mit dem deutschen Unternehmen. Die ersten Waffen stellte Mauser in Oberndorf noch selbst her; ab 1901 erfolgte die Fertigung dann ausschließlich im Lande, hauptsächlich bei der Carl Gustafs Stads Gevärsfaktori in Eskilstuna. Das Gewehr wurde 1896 offiziell eingeführt und blieb, wenn auch in vielfach abgewandelter Form, mehr als acht Jahrzehnte im strukturellen Einsatz.
Die letzten Infanteriemodelle wurden erst 1978 außer Dienst gestellt; einige Scharfschützengewehre waren sogar noch bis in die 1990er-Jahre im Gebrauch. Nach der Ausmusterung veräußerte Schweden seine Bestände. Angesichts ihrer Präzision und der durchweg guten Verarbeitung waren die Reservewaffen sehr begehrt. Im Gegensatz zu anderen Staaten war Schweden aufgrund seiner Neutralität während des Zweiten Weltkrieges nicht gezwungen, die Produktion seiner Waffen zu rationalisieren und behielt seine hohen Fertigungsstandards bei.

## Technik

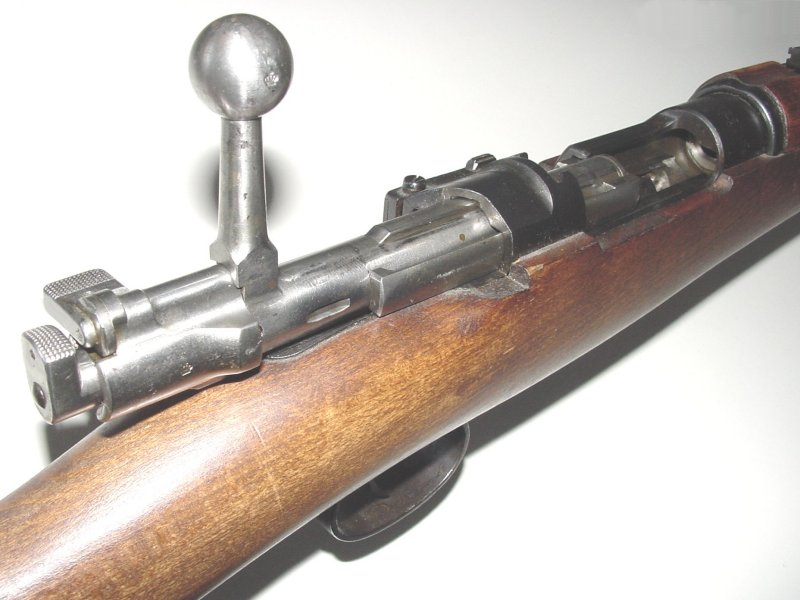
Zylinderverschluss des M/96, gerader Kammerstängel

Das schwedische M/96 verfügte wie das deutsche Gewehr 98 über einen Zylinderverschluss des Mauser-Systems mit zwei Verriegelungswarzen und einer Flügelsicherung. Das schwedische Modell wurde jedoch beim Schließen gespannt, während die deutschen Gegenstücke beim Öffnen des Verschlusses gespannt werden. Der Kammerstängel stand frei, so dass sich der Verschluss nur auf die vorderen Verriegelungswarzen stützte. Aus dem recht langen Ursprungsmodell M/96 entstand im Jahr 1938 die 14 cm kürzere Variante M/38 (etwa 55.000 M/96 mit geradem Kammerstängel wurden 1938–40 von Carl Gustafs Stads Gevärsfaktori umgebaut, dazu baute Husqvarna 1942–1944 etwa 88.000 neue M/38, die an ihrem gekröpften Kammerstängel zu erkennen sind).

## Varianten
- Karabiner M/94
- Gewehr M/96
- Gewehr M/38
- Gewehr M/41 (Scharfschützengewehr mit Zielfernrohr Ajack M/41, AGA M/42 oder AGA M/43)
- Wettkampf-Präzisionsgewehr mit Diopter M/63
- Wettkampf-Präzisionsgewehr mit Diopter M/80

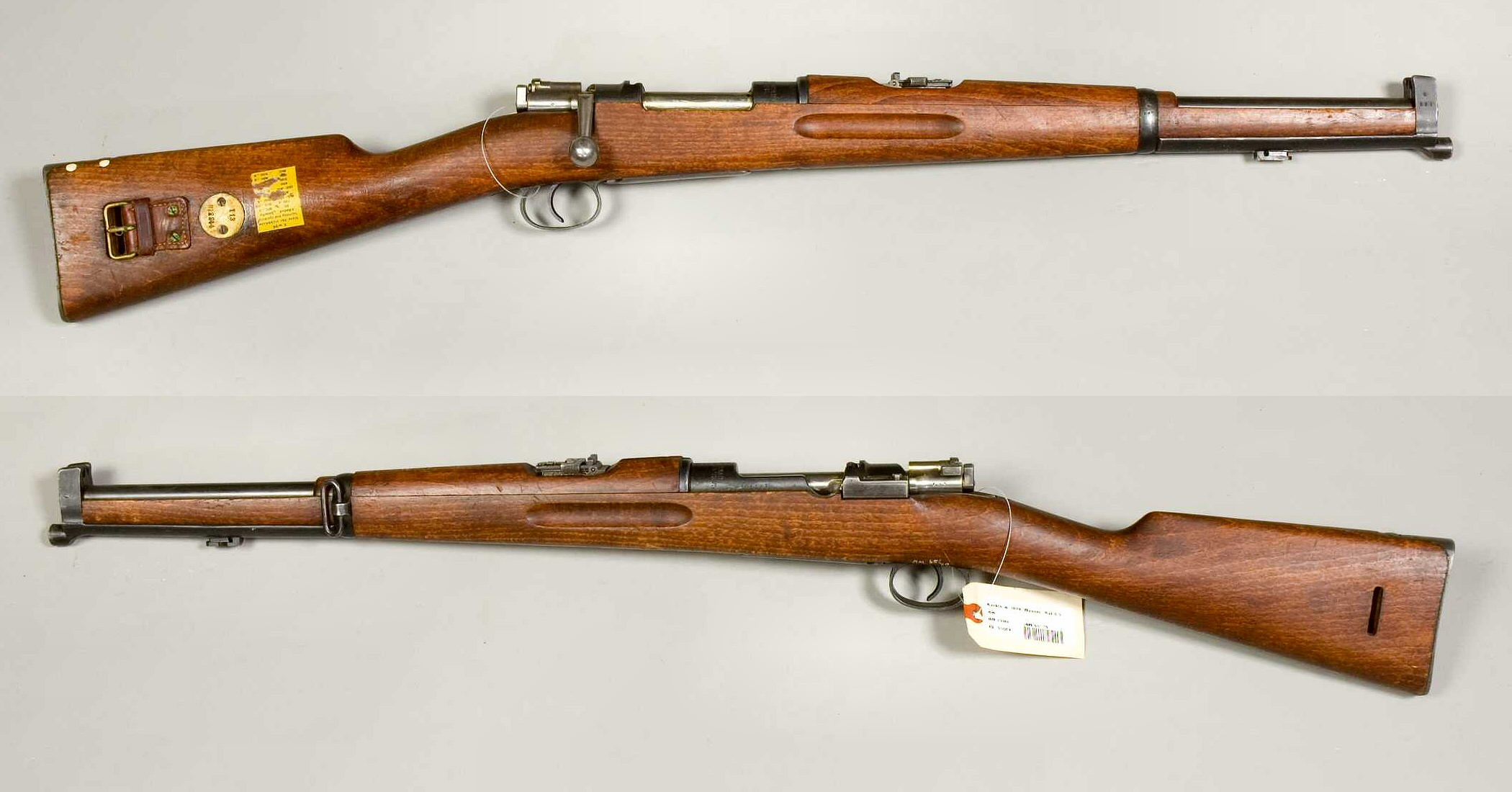
Karabiner M/94
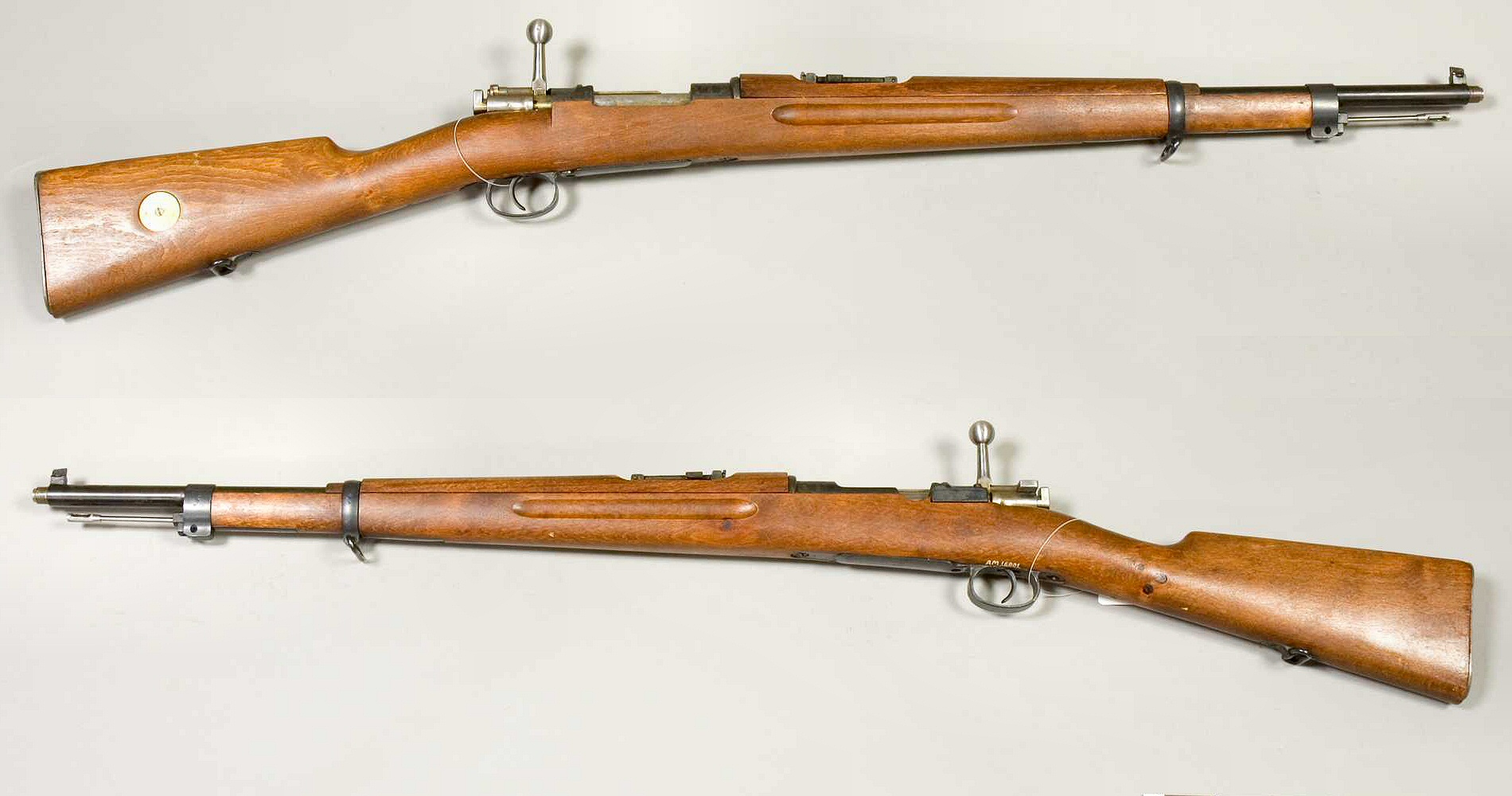
Gewehr M/38 von 1938–40 mit geradem Kammerstängel
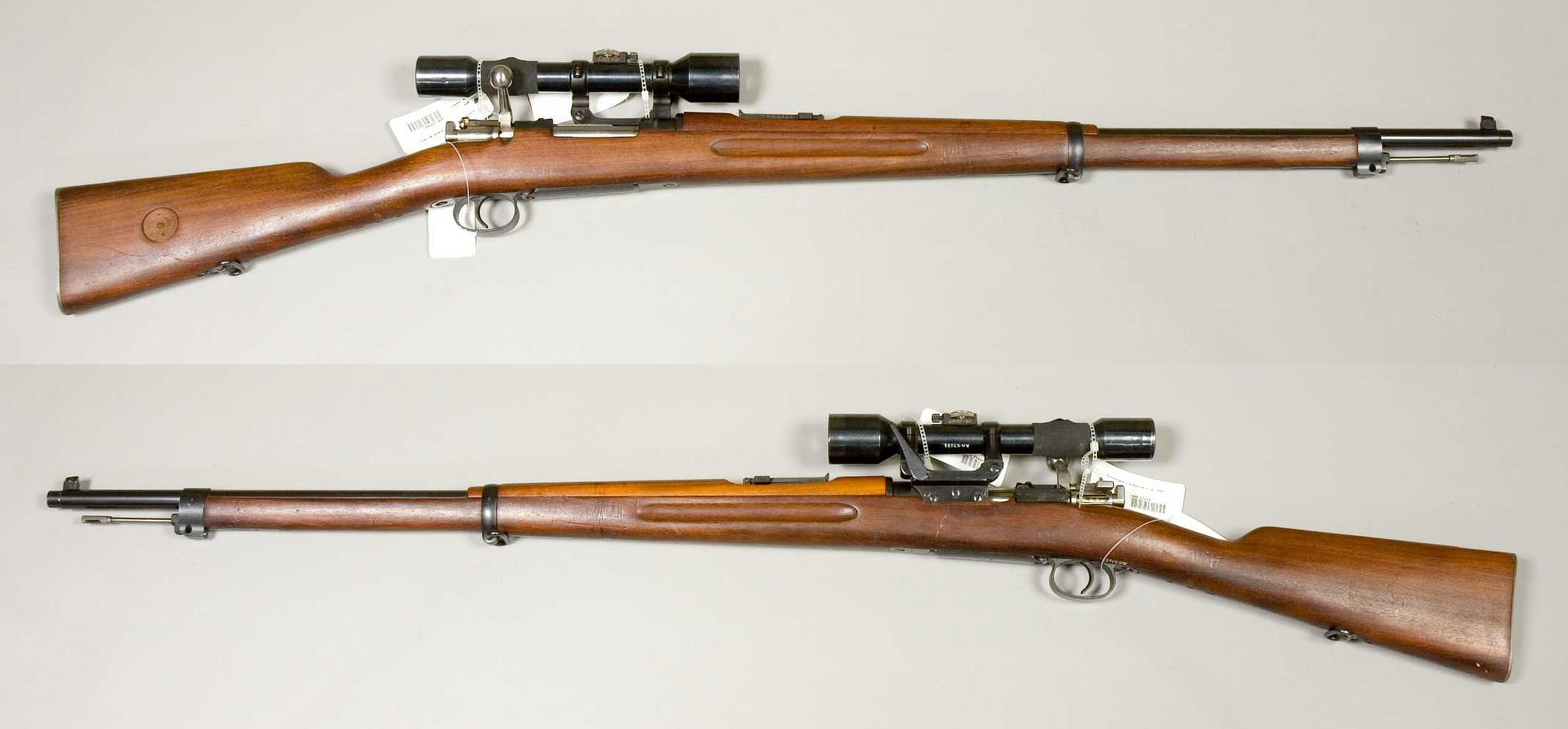
Gewehr M/41 (Scharfschützengewehr)
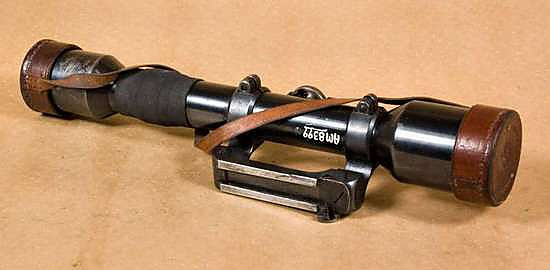
Zielfernrohr M/41 (ZF Ajack 4x90) für Gewehr M/41
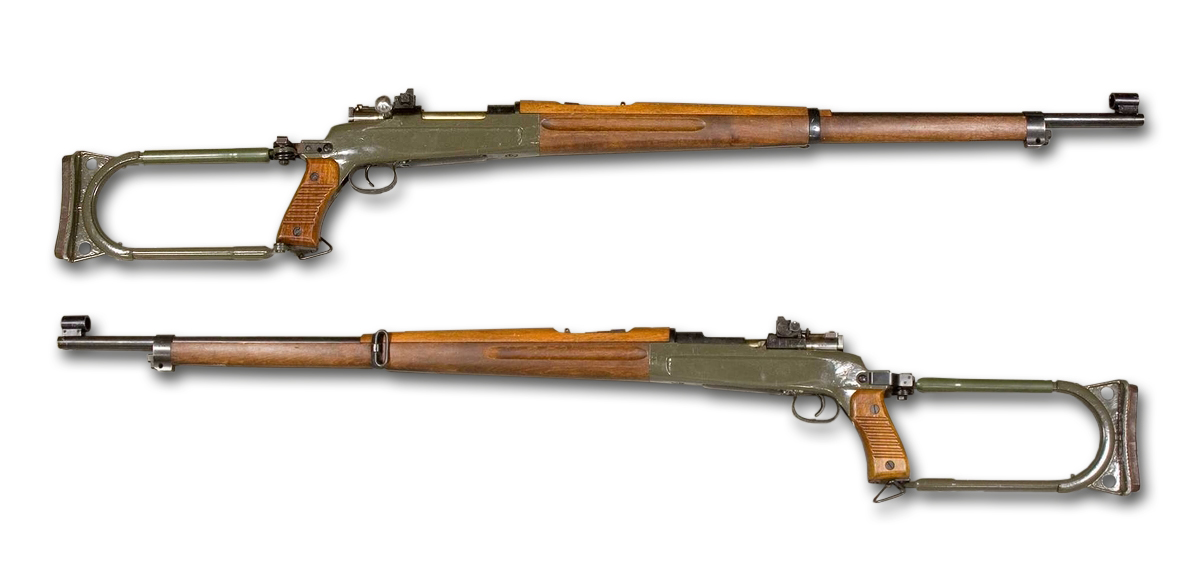
CG 63S: Frühe Version eines Biathlongewehrs auf Basis des M/41, wie es von schwedischen Biathleten ab 1963 verwendet wurde